# Wetterberg (Sachsen)
Der Wetterberg ist eine 211 Meter hohe Kuppe im sächsischen Landkreis Meißen, in der Nähe der Landeshauptstadt Dresden.

## Lage und Umgebung
Der Wetterberg liegt am östlichen Ortsausgang vom Moritzburger Ortsteil Reichenberg. Etwa zwei Kilometer südlich vom Gipfel erhebt sich in Boxdorf der 240 Meter hohe Gallberg. Weitere Orte in der Nähe des Wetterberges sind die Bergsiedlung Lößnitzhochland, Dippelsdorf und die Volkersdorfer Siedlung Neuvolkersdorf (am Niederen Waldteich).
Das am Wetterberg entspringende Wetterbergwasser speist den westlich gelegenen Dippelsdorfer Teich; es bildet damit den Oberlauf des Lößnitzbachs.

## Aussicht
Der Gipfel des Wetterbergs bietet eine weitläufige Aussicht in die Moritzburger Kleinkuppenlandschaft und die als Wiesen bewirtschafteten oder mit Teichen gefüllten Kessel und Mulden, sowie die als Acker genutzten Kuppen und Rücken.

## Geologie
Der Wetterberg besteht aus Syenitgestein. Die waldfreie Kuppe ragt als eine unter vielen ähnlichen, vom pleistozänen Inlandeis geformten, 15 Meter über ihre Umgebung empor. Das Gestein drang als Schmelze in einem jüngeren Abschnitt des Karbons aus der Tiefe herauf.

## Geschichte
Am südlichen Ober- und Mittelhang sowie auf Syenitdurchragungen am Fuß stehen Wirtschaften und Einzelhäuser, die zusammen mit einigen Mehrfamilienhäusern aus den 1930er Jahren eine fast lückenlose Reihe  bis Reichenberg bilden. Ein Kilometer südöstlich vom Wetterberg, in der Umgebung der Gabelung der Wege nach Boxdorf und zu den Waldteichen, konnte eine bronzezeitliche Siedlung festgestellt werden. Das dazugehörige Gräberfeld befindet sich unmittelbar daneben. Um die Mitte des 19. Jahrhunderts wuchsen am Berg noch Weinreben.

## Erschließung
Ein Teil des Gipfels ist bebaut mit einem Zweifamilienhaus. Von der Volkersdorfer Straße zweigt ein kleiner Feldweg ab in Richtung Gipfel.